# Thienemanniella caspersi
Thienemanniella caspersi is een muggensoort uit de familie van de dansmuggen (Chironomidae). De wetenschappelijke naam van de soort is voor het eerst geldig gepubliceerd in 2003 door Saether.